# 타풀라오땃쥐쥐
타풀라오땃쥐쥐(Rhynchomys tapulao)는 쥐과에 속하는 설치류의 일종이다. 2007년에 처음 기술되었다. 필리핀 루손섬의 토착종이다.

## 특징
중간 크기의 설치류로 머리부터 몸까지 길이는 164~188mm, 꼬리 길이는 120~128mm이다. 발 길이는 38~40mm, 귀 길이는 24~25mm이고, 몸무게는 최대 156g이다. 털이 무성하고, 상체는 갈색과 황금색을 띠는 반면에 하체는 희다.

## 생태
육상성 동물로 주로 낮에 활동한다. 먹이는 지렁이와 순각류, 톡토기, 딱정벌레 그리고 곤충의 유충 등이다.

## 분포 및 서식지
필리핀 루손섬 서부 지역의 타풀라오 산에서만 알려져 있다. 해발 2200m의 이끼 숲에서 서식한다.